# هانس روده
هانس روده (به آلمانی: Hans Rohde) بازیکن فوتبال و مدافع اهل آلمان است که از سال ۱۹۳۶ میلادی عضو تیم ملی فوتبال آلمان بوده‌است. وی در ۲۵ بازی ملی حضور داشته است و آخرین بازی ملی خود را در سال ۱۹۴۲ میلادی انجام داد. هانس روده در بازی‌های ملی‌اش گلی به ثمر نرساند.